# Метаязык
Метаязы́к — язык, предназначенный для описания другого языка, называемого объектным языком.
Метаязык — язык лингвистики, лексика, на основе которой формируются словари. Язык построения теории, слов, фраз в сфере грамматической лингвистики.
Понятие метаязыка используется:
- в лингвистике, при описании естественных языков — метаязык как язык для описания языка. Естественный язык может являться своим же метаязыком (например, для описания русского языка можно использовать тот же русский язык), или отличаться лишь частично, например, специальной терминологией (русская лингвистическая терминология — элемент метаязыка для описания русского языка);
- в классической философии — как понятие, фиксирующее логический инструментарий рефлексии над феноменами семиотического ряда;
  - в философии постмодернизма, при выражении процессуальности вербального продукта рефлексии над процессуальностью языка. Постмодернистская трактовка метаязыка восходит к работе Р. Барта «Литература и метаязык» (1957).
- при исследовании языков различных логико-математических исчислений (напр., Форма Бэкуса — Наура);
- в информатике — дополнительные данные (метаданные), служащие для описания имеющихся.
- в математике — формальный логико-математический язык для формулирования метатеории или в расширенном значении — неформализованный язык для представления утверждений метаматематики[1].

## Математическая логика
Понятие «метаязык» было введено польским математиком Альфредом Тарским. C помощью него можно избавиться от таких логических парадоксов, как парадокс лжеца и самореферентные парадоксы.
Первым уровнем (обычным языком) являются утверждения об объектах, например: «У Земли есть спутник». В языке низшей ступени нет понятий «ложь» и «истина». Такие понятия, как оценка истинности утверждений об объектах, являются привилегией метаязыка — следующей ступеньки лестницы. Таким образом предложение «Утверждение „снег белый“ истинно» имеет смысл в метаязыке. Однако о его истинности можно говорить лишь в следующей надстройке — метаметаязыке. При этом метаязык является объектным языком для этой следующей ступени. Можно построить метаязык, для которого метаязык будет объектным и т. д.
Другой пример лестницы утверждений и метаязыков:
1. Сумма внутренних углов любого треугольника равна 180°
2. Утверждение 1 истинно.
3. Утверждение 2 истинно.
4. Утверждение 3 истинно.

Здесь первое утверждение написано на языке первого уровня, который позволяет формулировать теоремы планиметрии. Языком второго уровня (фраза № 2) пользуются при доказательстве теорем. Метаязык для третьего утверждения — это язык, на котором написаны книги о теории доказательств.
С лестницей метаязыков Тарского тесно связана теория типов Бертрана Рассела.